# Enric Godàs i Vilà
Enric Godàs i Vilà   (Corbins, 16 de gener de 1905 - Caracas, 24 de setembre de 1987) va ser un metge pediatre i professor d'educació primària català.

## Biografia
Fill de Frederic Godàs i Legido, pedagog i dirigent històric d'Esquerra Republicana, i de Victorina Vila Badia, filla de metge, i mestra. Tots dos van posar en marxa el Liceu Escolar de Lleida l’any 1910, col·legi basat en els principis de la pedagogia moderna. Els seus germans, Frederic Godàs i Vila i Elvira Godàs i Vila han estat tots dos destacats mestres i pedagogs. Frederic estudià i es llicencià en Medicina a la Universitat de Barcelona el 1929, i com a mestre nacional el 1930. S'especialitzà en Pediatria i comença a exercir com a pediatre a l'Ajuntament de Lleida fins al 1936. Dirigí el Dispensari i la Casa de Socors “Gota de llet”, i com a metge municipal, li correspongué la inspecció mèdica escolar de la ciutat. El 1937, treballa a l’Hospital Intercomarcal com a cap de Pediatria.
Molt implicat en la vida política del seu temps, al llarg de la seva vida, Enric Godàs fou detingut en diverses ocasions per raons polítiques. El 1929, ho és per un article publicat al setmanari L'Espurna i, el desembre de 1930, a conseqüència dels Fets de Jaca. També, és empresonat a Lleida durant vint-i-cinc dies, pels Fets del sis d'octubre de 1934, quan el president Lluís Companys proclama l'Estat Català dins de la República Federal Espanyola. Durant la Guerra Civil Espanyola, Godàs fou gerent del Col·legi de Metges de Catalunya i president de la Secció de Lleida. També presidí Joventut Republicana de Lleida. S'incorporà a l'Exèrcit de la República al cos de Sanitat Militar i exercí com a tinent metge. A la fi de la Guerra Civil, s'exilia a França, instal·lant-se primer a Salses i, després, a Montalban on exercí com a metge a l'Hospital de Refugiats Espanyols fins que embarcà a Seta a bord del "Sinaia". Arriba a Veracruz i s'estableix a Mèxic DF, on exercí la seva professió fins al 1948, quan es trasllada a Xile com a gerent d’una empresa suïssa de productes farmacèutics i, poc després amb el mateix càrrec a Veneçuela, quan es va traslladar a la capital veneçolana on fou un actiu soci del Centre Català de Caracas i membre de la seva Junta Directiva.
Estigué casat amb Assumpció Beyà Pons, farmacèutica, que fou nomenada directora de la farmàcia espanyola de Mèxic DF, i que havia format part del Servei Sanitari creat per la Junta d’Auxili als Republicans Espanyols (JARE) entre 1940 i 1942, constituïda per professionals espanyols arribats a l'exili mexicà.